# Pallavolo ai XV Giochi dei piccoli stati d'Europa - Torneo femminile
Il XIII torneo femminile di pallavolo ai Giochi dei piccoli stati d'Europa si è svolto dal 29 maggio al 31 maggio 2013 a Lussemburgo, in Lussemburgo, durante i XV Giochi dei piccoli stati d'Europa. Al torneo hanno partecipato 4 squadre nazionali europee di stati con meno di un milione di abitanti e la vittoria finale è andata per l'ottava volta a Cipro.

## Impianti
|                                                                     |  |  |
|                                                                     |  |  |
| Coque Gymnase Città: Lussemburgo Capienza: 8.000 Anno d'apertura: - |  |  |

## Regolamento
Le squadre si sono sfidate in un'unica fase con girone all'italiana, al termine del quale la prima classificata ha vinto la medaglia d'oro.

## Podio

### Campione
Formazione: 2 Sofia Manitarou, 3 Christiana David, 6 Despoina Konstantinou, 7 Maryna Lavruk, 8 Katerina Zakchaiou, 9 Antrea Charalambous, 10 Eleana Petrou, 11 Elena Mosfilioti, 12 Antonia Theoti, 13 Antri Iordanou, 14 Ioanna Leonidou, 18 Irin Koudouna, CT: Emmanouil Roumeliotis

### Secondo posto
Formazione: 2 Leah Dickhoff, 3 Betty Hoffmann, 4 Fabienne Welsch, 5 Isabelle Frisch, 7 Annalena Mach, 9 Lena Braas, 10 Corinne Steinbach, 11 Martine Emeringer, 12 Kim Godart, 13 Deborah Feller, 16 Maryse Welsch, CT: Detlev Schönberg

### Terzo posto
Formazione: 2 Samanta Giardi, 3 Veronica Barducci, 4 Cristina Baciocchi, 6 Sarah Grace Glancy, 7 Elisa Parenti, 8 Agnese Conti, 9 Chiara Parenti, 10 Elisa Vanucci, 11 Martina Mazza, 13 Rachele Štimac, 15 Maria Camilla Montironi, 18 Anita Magalotti, CT: Luigi Morolli

## Classifica finale
| Classifica | Squadre     |
| ---------- | ----------- |
|            | Cipro       |
|            | Lussemburgo |
|            | San Marino  |
| 4          | Islanda     |